# Гудвью (город, Миннесота)
Гудвью (англ. Goodview) — город в округе Уинона, штат Миннесота, США. На площади 5,1 км² (4,5 км² — суша, 0,6 км² — вода), согласно переписи 2002 года, проживают 3373 человека. Плотность населения составляет 751,8 чел./км².
- Телефонный код города — 507
- Почтовый индекс — 55987
- FIPS-код города — 27-24524[1]
- GNIS-идентификатор — 0644228[2]